# لاکشمن کادیرگامار
لاکشمن کادیرگامار (به تامیلی: லக்ஷமன் கதிர்காமர்) ، 
(به سینهالی: ලක්ශමන් කදිර්ගාමර්) (زاده ۱۲ آوریل ۱۹۳۲ - درگذشته ۱۲ اوت ۲۰۰۵ در کلمبو، سری‌لانکا) سیاست‌مداری سری لانکایی بود.
او از ۱۹۹۴ تا ۲۰۰۱ وزیر امور خارجهٔ سری‌لانکا بود. او مجدداً این سمت را در آوریل ۲۰۰۴ عهده دار شد و تا اوت ۲۰۰۵، یعنی وقتی که بدست ببرهای تامیل به قتل رسید، در آن باقی‌ماند.